# Саугосское староство
Саугосское староство (лит. Saugų seniūnija) — одно из 11 староств Шилутского района, Клайпедского уезда Литвы. Административный центр — деревня Саугос.

## География
Расположено в западной части Литвы, в Приморской низменности недалеко от побережья Куршского залива. 
Граничит с Кинтайским староством на западе, Шилутским — на юге, Гардамским — на юго-востоке, и Швекшнским — на востоке, а также с Прекульским и Аглуоненайским староствами Клайпедского района на севере.
По территории староства протекают следующие реки: Ашва, Вейвиржас, Айсе, Шака, Грумблис, Миния, Цигоне, Зумишке, Тянянис, Грабупе, Шюшис, Алксна. Также на территории староства расположено озёро Йонишкес.

## Население
Саугосское староство включает в себя 33 деревни.